# 一分站
一分站（日语：／ Ichibu eki */?）是位於奈良縣生駒市壹分町902番3號，近畿日本鐵道的生駒線車站。車站編號為G19。

## 歷史
- 1926年（昭和元年）12月28日 - 信貴生駒電鐵（日语：信貴生駒電鉄）元山上口至臨時新生駒之間開通，此站啟用[1]。
- 1964年（昭和39年）10月1日：近畿日本鐵道與信貴生駒電鐵合併。成為近鐵生駒線車站[1]。
- 1977年（昭和52年）7月31日：菜畑至南生駒之間成為雙線鐵路[2]。
- 2007年（平成19年）4月1日 - 車站可以使用PiTaPa[3]。

## 車站構造
此站是地面車站，設有2面2線的相對式月台。本車站大樓位於1號月台旁，2號月台旁設有繁忙時間才開放的臨時閘口。另外，兩月台之間設有站內平交道。閘口內設有廁所，為男女分開的濕廁。
此站是由生駒站管理的有人車站。此站設有可支援PiTaPa、ICOCA的自動閘機和自動補票機（支援回數票卡和IC卡增值服務）。

### 月台
| 月台 | 路線   | 上下行 | 方向                                           |
| ---- | ------ | ------ | ---------------------------------------------- |
| 1    | 生駒線 | 下行   | 王寺方向                                       |
| 2    | 生駒線 | 上行   | 生駒、大阪難波、奈良、京都、尼崎、神戸三宮方向 |

## 在此站上下車人次
以下列出近年來1日中上下車人次：
- 2018年11月13日：5,154人
- 2015年11月10日：5,418人
- 2012年11月13日：5,444人
- 2010年11月9日：5,248人
- 2008年11月18日：5,336人
- 2005年11月8日：5,363人

## 車站周邊
- 往馬坐伊古麻都比古神社（日语：往馬坐伊古麻都比古神社）（生駒大社）
- 生駒市立壹分小學
- 奈良縣立生駒高等學校（日语：奈良県立生駒高等学校）
- 小月台住宅地
- 第二阪奈收費道路（日语：第二阪奈有料道路）壹分匝道（日语：壱分ランプ）
- 國道168號（日语：国道168号）
- 竹林寺（日语：竹林寺 (生駒市)）

## 相鄰車站
近畿日本鐵道
 生駒線
菜畑（G18）－一分（G19）－南生駒（G20）

## 注腳
1. 1 2  曾根悟（監修）. . 週刊朝日百科. 2号 近畿日本鉄道 1. 朝日新聞出版. 2010-08-22: 18. ISBN 978-4-02-340132-7 （日语）.
2. ↑  近畿日本鉄道株式会社. . 近畿日本鉄道. 2010-12: 870–876. NDL 21906373 （日语）.
3. ↑   (pdf) (新闻稿). 近畿日本鐵道. 2007-01-30  [2016-03-13]. （原始内容存档 (PDF)于2016-08-07） （日语）.
4. ↑  駅別乗降人員 生駒線 （页面存档备份，存于）（日語） - 近畿日本鐵道

## 外部連結
- 一分 - 近畿日本鐵道（日語）